# 애견학
애견학(愛犬學, Cynology)는 개에 관한 모든 것을 연구하는 학문이다.
송곳니 또는 애완견과 관련된 문제를 연구한다. 영어에서는 Cynology로 부르며 이 용어는 개 연구에 대한 진지한 동물학적 접근과 개를 연구하는 작가, 개 사육자, 조련사 및 개를 비공식적으로 연구하는 애호가를 나타내는 데 사용되는 용어이다.